# Stazione di Sant'Antonino di Saluggia
La stazione di Sant'Antonino di Saluggia è una fermata ferroviaria  della linea Torino-Milano al servizio dell'omonima frazione di Saluggia.

## Storia
L'impianto risulta attivato dal 20 ottobre 1856, in concomitanza all'attivazione del tronco Torino-Novara.
A seguito della statizzazione delle ferrovie, tra il 1905 e il 1906, la linea venne incorporata nella rete statale e l'esercizio degli impianti fu assunto dalle Ferrovie dello Stato.
Dal 2001 la gestione dell'intera linea, e con essa quella della fermata di Sant'Antonino di Saluggia, passò in carico a Rete Ferroviaria Italiana la quale ai fini commerciali classifica l'impianto nella categoria "Bronze".

## Strutture ed impianti
La fermata è dotata soltanto dei 2 binari di corsa della linea ferroviaria, il cui utilizzo è basato sul senso di marcia dei treni, in vigore sulla ferrovia. Sul primo binario circolano i treni in senso di marcia verso Torino e sul secondo quelli verso Milano.
Il fabbricato viaggiatori della stazione si dispone su due piani.

## Movimento
La fermata è servita da treni regionali della tratta Novara-Ivrea svolti da Trenitalia nell'ambito del contratto di servizio stipulato con la Regione Piemonte.